# Corcelles-les-Arts
Corcelles-les-Arts è un comune francese di 486 abitanti situato nel dipartimento della Côte-d'Or nella regione della Borgogna-Franca Contea.

## Società

### Evoluzione demografica
Abitanti censiti